# Onze-Lieve-Vrouw van Goede Hoopkerk (Vilvoorde)
De Onze-Lieve-Vrouw van Goede Hoopkerk, ook kortweg Onze-Lieve-Vrouwekerk, is de hoofdkerk van Vilvoorde. Deze gotische kerk dateert uit de 14e-15e eeuw maar bezit nog een noordersacristie uit de 13e eeuw. Het koor en transept werden ontworpen door Adam Gherijs. Van de geplande torens werd alleen de noordelijke afgewerkt.
Het rijkversierde, barokke koorgestoelte uit 1663 is afkomstig van de voormalige priorij van Groenendaal. De naturalistische preekstoel komt uit de vroegere Sint-Joriskerk van Antwerpen. Artus Quellinus de Jonge beitelde in 1665 een dynamisch geheel, waar engelen met brede gebaren en golvende gewaden hun innerlijke spanning uitdrukken. De zwevende compositie lijkt te ontsnappen aan de zwaartekracht.
Door het verbreden van de weg naar Brussel en de werken aan de weg naar Grimbergen raakte de kerk volledig afgescheiden van de bebouwde omgeving.

## Galerij

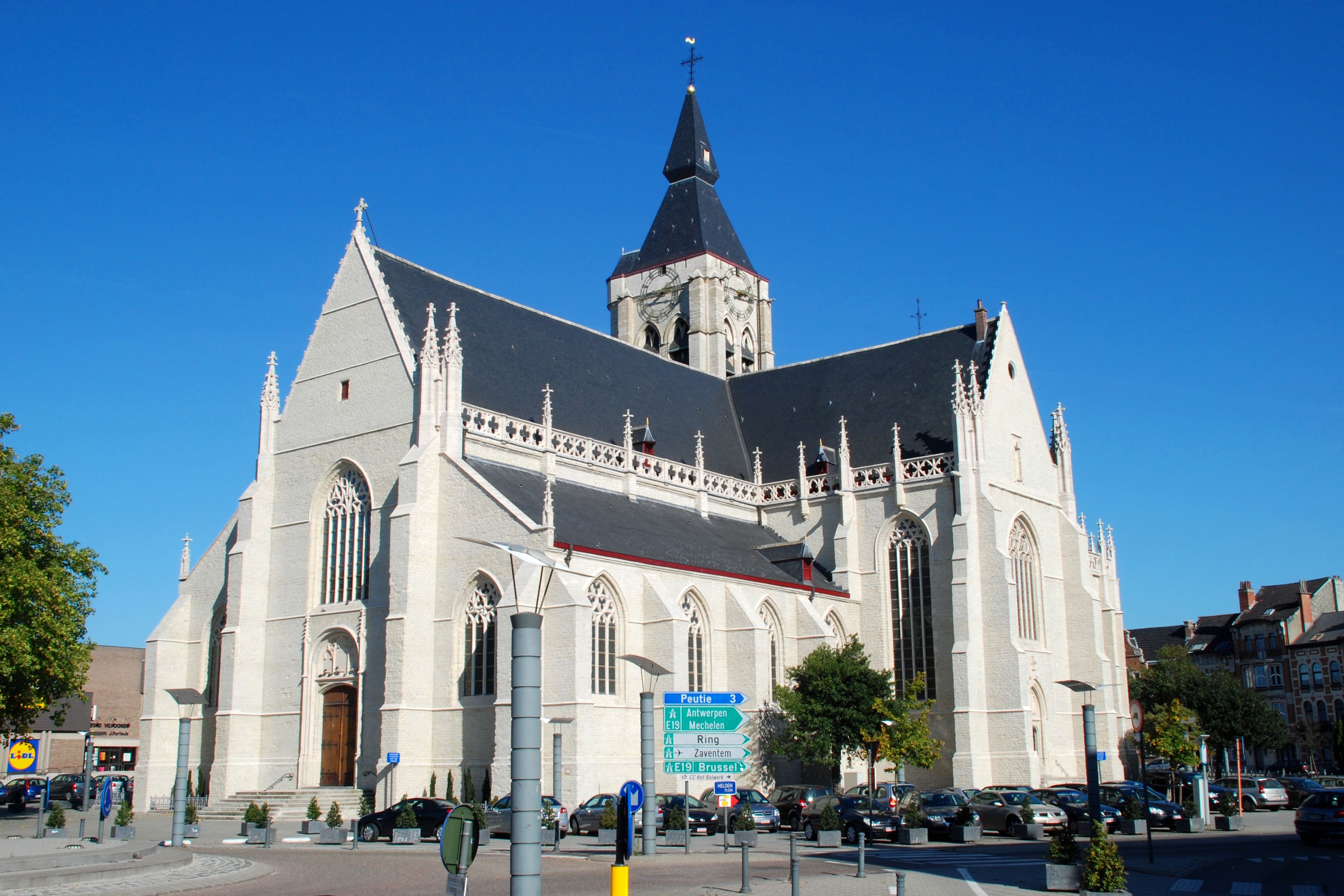
De kerk in 2007
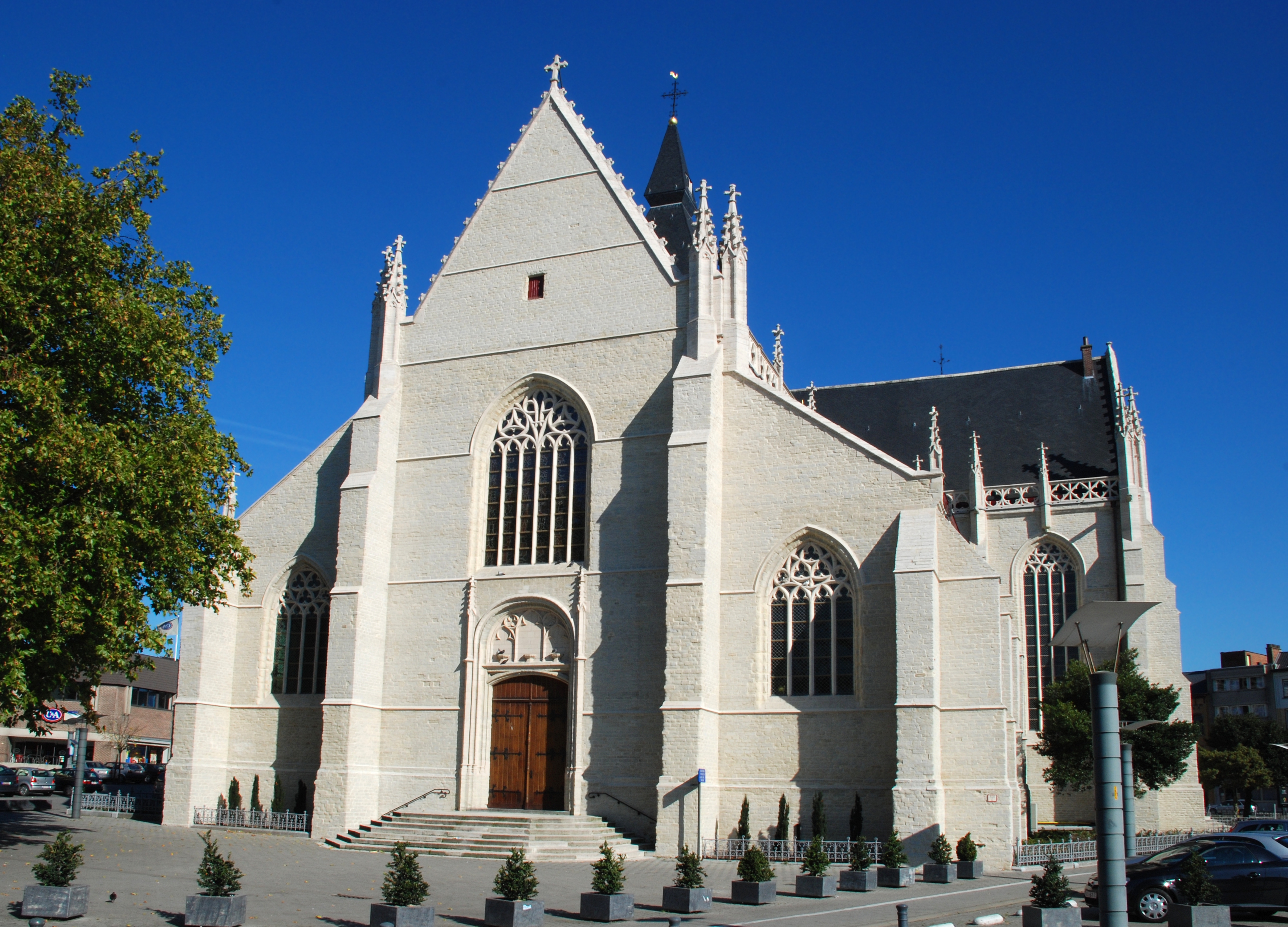
De westelijke façade
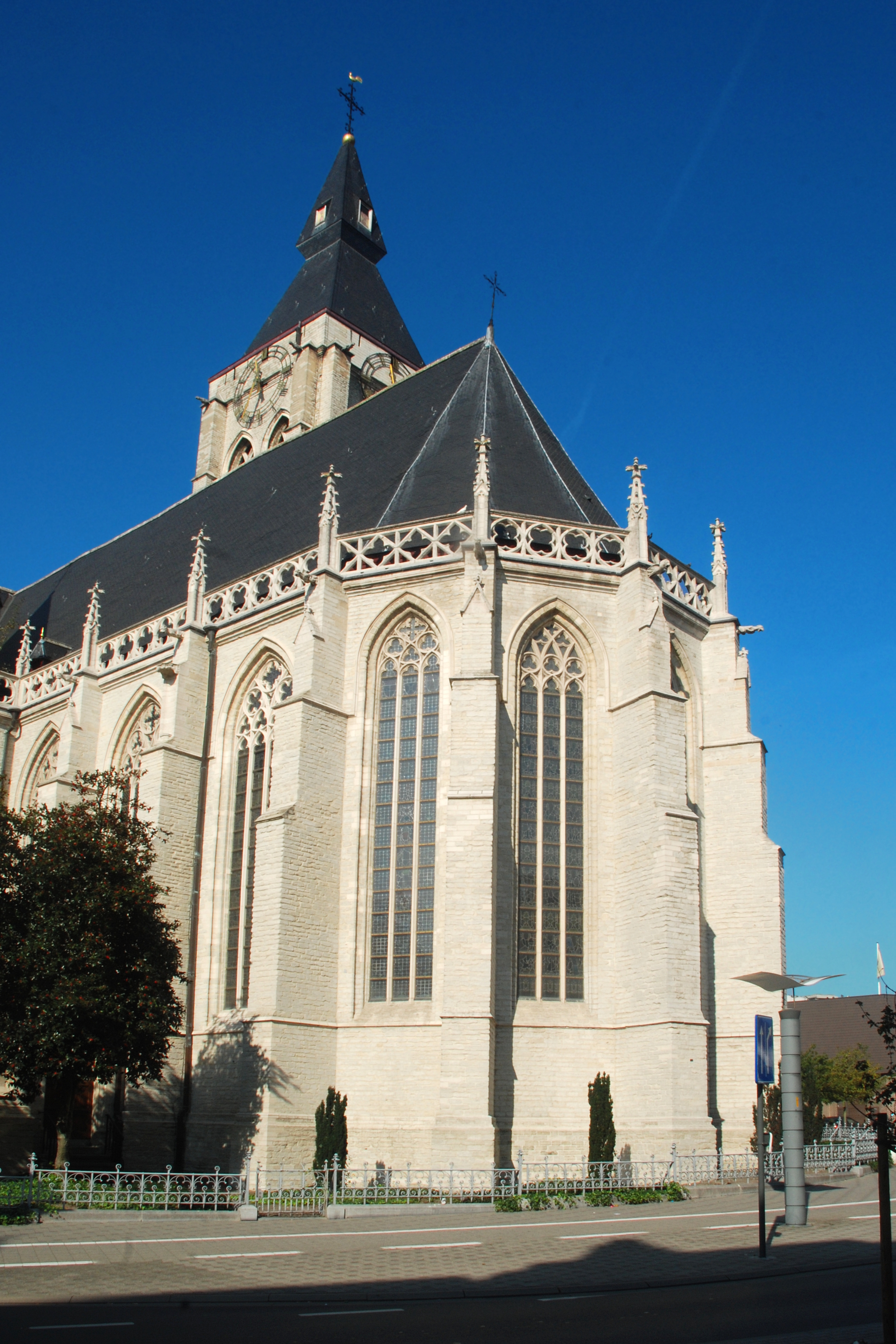
Het chevet
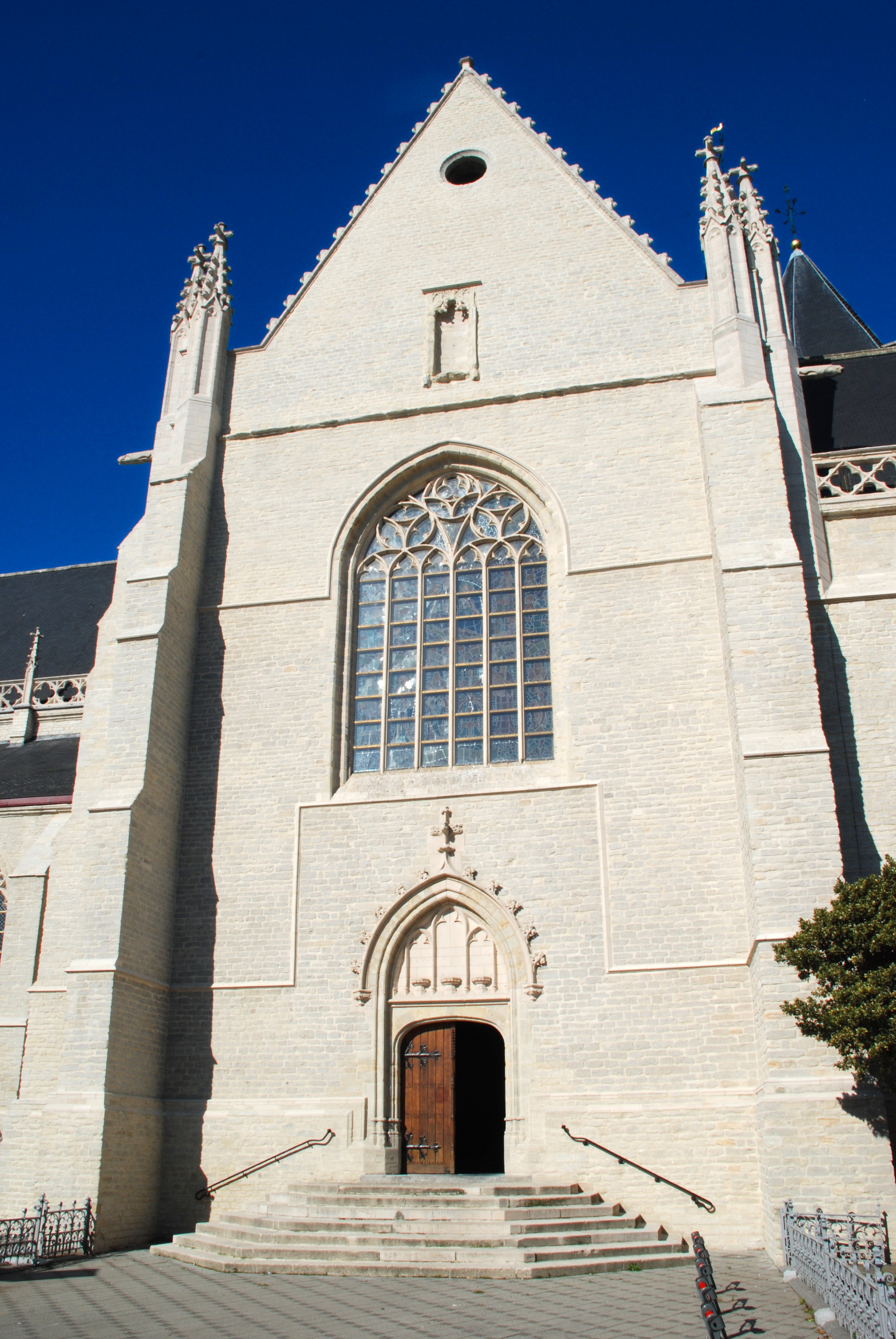
De zuidelijke dwarsarm van het transept